# Martin Haftmann
Martin Haftmann (Dresda, 16 luglio 1899 – 23 luglio 1961) è stato un calciatore tedesco, di ruolo attaccante.